# Smith & Wesson Governor
El Smith & Wesson Governor és un revòlver d'acció senzilla/doble acció de musell reduït (canó de 2,75 polzades) construït sobre un marc Z (un marc N estirat) i utilitza un marc amb un aliatge d'escandi lleuger o un marc d'acer inoxidable.

## Disseny
Igual que el Taurus Judge, el Governador pot disparar2 1⁄2-polzada-long (64 mm) cartutxos d'escopeta .410, cartutxos Colt .45 i també cartutxos ACP .45 amb l'ús de clips de lluna subministrats (a causa de la manca d'una vora als cartutxos ACP).
Les mires posteriors són fixes; similars als que es troben als petits revòlvers J-Framed .38 Special i .357 Magnum, així com als revòlvers de servei K-Framed de mida mitjana. Les mires davanteres dels models estàndard i Crimson Trace inclouen una mira nocturna de triti que es pot ajustar a la deriva per corregir el vent. Té un tambor per a sis cartutxos en qualsevol combinació.
Per a un revòlver tant gros, el Governor és molt lleuger: menys de 30 unces (850 g) descarregat—a causa dels aliatges utilitzats en la seva construcció.

## Models
Es fabriquen dues versions del model d'aliatge, el Governor d'aliatge " iron sight " i el model d'aliatge amb la mira làser Crimson Trace.
Hi ha una versió d'acer inoxidable amb mires de ferro obertes.